# Afrique centrale
Ne doit pas être confondu avec Centrafrique.
L'Afrique centrale est une région d'Afrique comprenant le Sud du Sahara, l'Est du bouclier ouest-africain et l'Ouest de la vallée du Grand Rift.

## Délimitation administrative
D'après la définition de l'ONU, l'Afrique centrale comprend les pays suivants : l'Angola, le Cameroun, le Gabon, la Guinée équatoriale, la République centrafricaine, la république démocratique du Congo, la république du Congo, Sao Tomé-et-Principe et le Tchad.
Le Malawi (à l'époque Nyassaland) et la Zambie (à l'époque Rhodésie du Nord) ont constitué de 1953 à 1963 — avec le Zimbabwe (à l'époque Rhodésie du Sud) — la Fédération d'Afrique centrale ; ils sont donc parfois considérés comme faisant partie de l'Afrique centrale.
Le Burundi et le Rwanda, anciennement partie de l'Afrique orientale allemande, sont parfois considérés comme appartenant à l'Afrique centrale. La Communauté économique des États de l'Afrique centrale regroupe dix pays : les neuf pays de la définition de l'ONU listés ci-dessus, plus le Burundi.
| Noms des États avec drapeau et noms officiels                            | Superficie (km²) 2015 | Population estimation 2017 | Densité (hab. par km²) est. 2017 | Capitale    |
| ------------------------------------------------------------------------ | --------------------- | -------------------------- | -------------------------------- | ----------- |
| Angola (República de Angola (pt))                                        | 1 246 700             | 29 784 000                 | 23,9                             | Luanda      |
| Cameroun (Republic of Cameroon (en))                                     | 475 650               | 24 054 000                 | 50,9                             | Yaoundé     |
| Gabon (République gabonaise (fr))                                        | 267 668               | 2 025 000                  | 7,9                              | Libreville  |
| Guinée équatoriale (República da Guiné Equatorial (pt))                  | 28 052                | 1 268 000                  | 45,2                             | Malabo      |
| République centrafricaine (République centrafricaine (fr))               | 622 984               | 4 659 000                  | 7,5                              | Bangui      |
| République démocratique du Congo (République démocratique du Congo (fr)) | 2 344 858             | 81 340 000                 | 35,9                             | Kinshasa    |
| République du Congo (République du Congo (fr))                           | 342 000               | 5 261 000                  | 15,4                             | Brazzaville |
| Sao Tomé-et-Principe (República Democrática de São Tomé e Príncipe (pt)) | 964                   | 204 000                    | 212,8                            | São Tomé    |
| Tchad (Jumhuriat Tashad (ar))                                            | 1 284 000             | 14 900 000                 | 11,8                             | N'Djaména   |
| Total                                                                    | 6 613 000             | 163 495 000                | 25,2                             | —           |

## Géographie
Le bassin hydrographique de la région est essentiellement constitué du fleuve Congo son plus important cours d'eau et dont le bassin couvre plus de 4 500 000 km2 et le lac Tchad qui est le plus grand de ladite région. 
Le relief de la région est dominé par la chaîne montagneuse de l'Ouest-Cameroun avec au sud-ouest le mont Cameroun.
L'Afrique centrale contient également la deuxième plus grande masse de forêt du monde dénombrant 14 types de forêts différentes, 600 espèces d'arbres, 400 espèces de mammifères. Les savanes qui s'étendent au delà de la forêt varient en fonction des pluies dont les saisons sont particulièrement marquées plus on s'écarte de l'équateur terrestre et en fonction de l'altitude.

## Histoire

### Sources
Les sources antérieures aux premiers explorateurs européens sont particulièrement rares. Ces sources parviennent à offrir des renseignements sur une étroite bande côtière partant du Cameroun à l'Angola constitué par le royaume du Kongo. Cependant, le reste de l'Afrique centrale ne présente aucun documents et les historiens se reposent dès lors sur la tradition orale dont la collecte s'effectue lors d'expéditions anthropologiques au XIXe siècle selon le prisme colonial du Héros civilisateur. La région du Tchad bénéficie de meilleures connaissances grâce aux sources islamiques traitant notamment du Royaume du Kanem-Bornou.
Afin de retracer la trame historique de cette région centrale, les historiens modernes se tournent désormais au recours à l'archéologie ainsi qu'à la linguistique comparée. Cette dernière permet de définir de grands ensembles culturels et d'établir une chronologie relative entre les différentes langues. Dans le cas de l'Afrique centrale, l'ensemble des langues bantoues possèdent une origine commune située à l'extrême nord-ouest de leur zone de dispersion actuelle.

### Préhistoire
L'Afrique centrale se trouve à proximité des plus vieux témoignages de l'émergence de l'humanité et il est probable qu'elle est occupée très tôt. Cependant, peu de données archéologiques permettent de l'attester et il faut remonter à la préhistoire plus récente pour identifier des sites plus importants. Le site archéologique de la Kamoa, au sud du Katanga, présente plusieurs éléments d'une industrie lithique datant de l'acheuléen récent, probablement vers 300 000 avant J.-C.
Du Pléistocène moyen au début de l'Holocène, les variations climatiques ont un impact sur la densité du couvert forestier et sur les chasseurs-cueilleurs d'Afrique centrale. Deux traditions technologiques sont identifiées : une première, dite lupembienne, caractérisée par des outils bifaciaux; une seconde qui pourrait remonter à environ 40 000 ans est dépourvue de ces outils et se caractérise par des microlithes sur quartz associé à une culture de la pêche importante. Durant l'Âge de la pierre récent, le Tshitolien prolonge la tradition du Lupembien. Les données archéologiques restent cependant insuffisante pour déterminer le lien de ces populations avec les Pygmées qui préservent une tradition de chasseurs-cueilleurs. La génétique permet toutefois d'indiquer qu'ils descendent d'ancêtres communs ayant vécu il y a 70 000 à 60 000 ans.
Entre 7000 et 6000 un changement technologique progressif s'opère avec l'introduction de petits groupes humains qui pratiquent l'agricultures. Probablement chassés des contrées plus septentrionales par l'aridification du Sahara, ils pourraient avoir introduit dans la région les langues bénoué-congolaises qui donne naissance au proto-bantou. Plusieurs sites archéologiques comme à Obobogo fournissent les indices d'une sédentarisation des populations vers 3500 et 3000 avant le présent, correspondant à la première phrase de l'expansion bantoue.

### Expansion bantoue

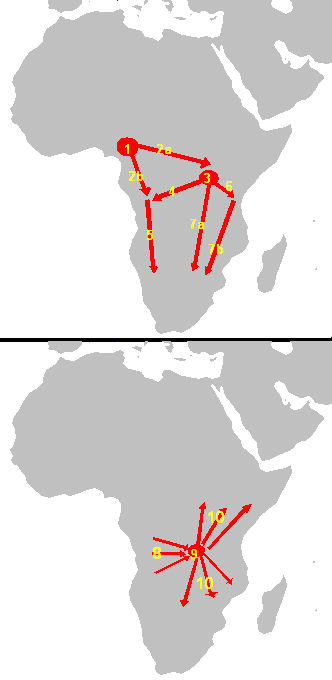
1 = 3 000–1 500 av. J.-C., origine
2 = env. 1 500 av. J.-C., premières migrations2.a = Bantou oriental, 2.b = Bantou occidental
3 = 1 000—500 av. J.-C., Urewe, noyau du Bantou oriental4–7 = avancée vers le sud
9 = 500 av. J.-C.—0, noyau Congo10 = 0—1 000 ap. J.-C., dernière phase,,

Dès 3000 avant J.-C., une première phase de l'expansion se dessine depuis les Grassland au Cameroun. Les sites archéologiques identifiés dans la région s'étendent sur plusieurs hectares, possèdent de grandes fosses ainsi qu'une production de céramique importante. Ces sites démontrent également une modification territoriales avec une réduction des surfaces occupées par les forêts. À ceci s'ajoute une crise climatique qui transforme une portion forestière en large couloir de savane qui permet aux populations bantoues de se propager rapidement vers le sud, au centre du Gabon actuel. Dans une seconde phase, ils descendent l'Ogooué pour s'installer le long de la côte et atteindre le fleuve Congo. Les migrations se distinguent en deux groupes, Bantous occidentaux et Bantous orientaux. Ce second groupe colonise en parallèle l'Afrique de l'Est et une partie de l'Afrique australe. 
Les études génétiques confirment que la migration s'est effectuée par vagues successives et que les Bantous ont eu de nombreux contacts avec les populations de chasseurs-cueilleurs autochtones. Elles démontrent également que les Bantous ont souvent pour femme des Pygmées, mais l'inverse est rare. Les traditions orales indiquent effectivement que les Pygmées jouent un rôle important dans le peuplement de la région.
Le mode de subsistance de ces premières populations agricoles reste encore indéterminé car les traces archéologiques manquent. L'igname pourrait avoir joué un rôle important dans l'alimentation, ainsi que la banane originaire de l'Asie du Sud-Est qui semble accompagner l'expansion. La culture du mil à chandelle est quant à elle attestée dans le sud du Cameroun et dans le bassin du Congo peu après 400 avant J.-C. Sur le plan linguistique, les termes agricoles ne semble jouer un rôle déterminant que dans les phases d'avancée vers le sud de l'expansion.
Les techniques liées à la céramique se diffusent en parallèle des expansions tandis que la métallurgie n'apparait au Bas-Congo que tardivement, lorsque les phases d'expansion dans la région sont achevées. La culture céramique dite de Kay Ladio apparait entre 30 et 475 aux côtés de vestiges d'activités métallurgiques.
Entre le VIe siècle et le XIVe siècle, les sites archéologiques sont beaucoup plus rares si bien que l'hypothèse d'une pandémie est parfois avancée. Des preuves de présence humaine restent visible, mais en très faible proportion.

### Le royaume du Kongo

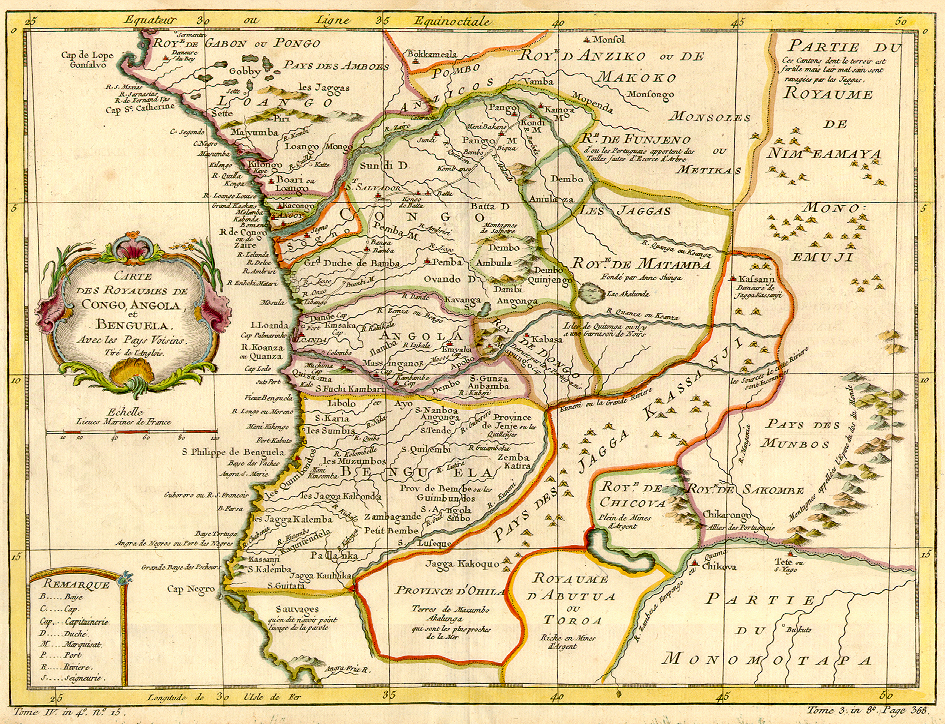
Reproduction de 1754 d'une carte de 1708. Au XVIII, plusieurs des territoires revendiqués en 1535 par le manikongo Alphonse Ier du Kongo sont devenus indépendants.

Dans les années 1480, le navigateur portugais Diogo Cão découvre la côte du Congo et remonte le fleuve Congo. En 1483, il fait envoyer une expédition dans la capitale du royaume du Kongo, Mbanza-Kongo. Les missionnaires catholiques arrivent dans la région en 1490 et l'année suivante, Nzinga Nkuwu est baptisé et prend le nom de Dom Joao. Il baptise son fils qu'il nomme Alfonso vers 1491, ce denier monte sur le trône en 1509.Alphonse Ier fait appel à l'un des héraldistes du roi du Portugal afin de réaliser son blason. 
Les échanges commerciaux avec les Portugais se développent particulièrement sous le règne d'Alphonse Ier du Kongo. Les premiers échanges portent sur l'exportation du cuivre, de l'ivoire, de tissus de raphia, de peaux de fauves et de miel, mais également les premiers esclaves. En 1542, Alphonse Ier meurt, provoquant un conflit de succession entre ses descendants et le déclin du pouvoir du manikongo.
En 1568, le roi Alvare Ier du Kongo demande de l'aide à Sébastien Ier qui le rétablit en 1571. Cependant, en parallèle, le roi portugais profite de l'affaiblissement du royaume du Kongo pour établir une colonie au Luanda en 1575.
Au XVIIe siècle, une expédition militaire portugaise soumet le royaume du Kongo.

### Le royaume de Luba
Une série de petits royaumes s'établissent dans la dépression de Kamalondo dès le VIIe siècle. Suivant une tradition commune reposant sur des symboles de pouvoirs, cette organisation politique est suffisamment importante pour établir une activité commerciale importante dans le bassin du Congo, puis la développer jusqu'en Afrique de l'Est et l'Océan indien vers le XVe siècle. 
Fondé selon la cosmogonie Luba par le forgeron Kongolo Mwamb au XVIe siècle,, le royaume de Luba devient au XVIIe siècle un acteur politique et économique majeur au point d'être qualifié d'Empire. Il décline à partir du XIXe siècle pour différentes raisons : luttes de successions, pénétration extérieures (arabo-swailie, luso-africaine, belge) menant à l'insurrection de Kasongo Nyembo contre l'État indépendant du Congo.

## Noms de subdivisions administratives
- Protectorat britannique d'Afrique centrale (1891-1907), en Afrique australe malgré son nom ;

- Fédération de Rhodésie et du Nyassaland, aussi appelée Fédération d'Afrique centrale (1953-1963), également , en Afrique australe ;

- République centrafricaine, Centrafrique (depuis 1960).